# Ёдчицы
Ёдчицы (бел. Ёдчыцы) — деревня в Клецком районе Минской области Беларуси. Входит в состав Морочского сельсовета.

## История
28 июня 2013 года Ёдчицы переданы из состава Нагорновского сельсовета в состав Морочского сельсовета.

## Население

### Численность
- 2009 год — 63 человек

### Динамика
- 2009 год — 63 человек (перепись населения)

## Достопримечательность
- Церковь Покрова Святой Богородицы (1801)